# Контрада Торе Монте II (Беневенто)
Контрада Торе Монте II је насеље у Италији у округу Беневенто, региону Кампанија.
Према процени из 2011. у насељу је живело 75 становника. Насеље се налази на надморској висини од 350 м.